# 捕逸
捕逸（ほいつ）とは、野球用語のひとつ。

## 概要
野球において投手の投球が捕手の捕球可能なコースにありながら、捕球できなかったために走者を進塁させること、およびその場合に付けられる記録。パスボールとも呼ばれるが、英語ではPassed ballと呼ぶ。公認野球規則9.13(2016年の規則改定前は10.13)により捕逸は定められている。
投球が捕手の捕球可能なコースから外れ、捕球できなかった場合は暴投（ワイルドピッチ）とされ、捕逸とは区別される。
また、失策には含めない。なぜなら、バッテリーはボールを扱う機会が内野手や外野手に比べて遙かに多く、投球に基づくミスを別扱いすべきと考えられているからである。

## 捕逸が付かない場合
捕手が第3ストライクを正規に捕球できなかったために、打者または走者が出塁・進塁を試み、捕手が送球してアウトにする間に別の走者が進塁した場合には、捕逸ではなく、アウトになったプレイに基づく進塁と記録する。従って、打者には三振が、野手にはそのプレイに応じて刺殺や補殺が記録される（打者走者が出塁を果たした場合には、捕逸が記録される「振り逃げ」）。
なお、打者の三振・投手の奪三振は第3ストライクが宣告された段階で記録されるものであるから、その後の守備の結果によらず、記録として認められる。
また、走者が捕逸を判断する前に盗塁を試みていた場合は走者の盗塁のみが記録される。ただし、捕球できなかったために余計に進塁した場合には盗塁と捕逸の両方が記録される。

## 記録

### メジャーリーグベースボール
- 通算最多捕逸（1900年以降）

| 記録    | 捕逸数 | 選手名             |
| ------- | ------ | ------------------ |
| MLB記録 | 192    | ランス・パリッシュ |

- シーズン最多捕逸（1900年以降）

| 記録    | 捕逸数 | 選手名           | 所属球団               | 記録年 |
| ------- | ------ | ---------------- | ---------------------- | ------ |
| MLB記録 | 35     | ジーノ・ペトレリ | テキサス・レンジャーズ | 1987年 |

- 1試合最多捕逸（1900年以降）

| 記録    | 捕逸数 | 選手名               | 所属球団                 | 記録年        |
| ------- | ------ | -------------------- | ------------------------ | ------------- |
| MLB記録 | 6      | ルーブ・ヴィッカーズ | シンシナティ・レッズ     | 1902年10月4日 |
| MLB記録 | 6      | ジーノ・ペトレリ     | テキサス・レンジャーズ   | 1987年8月30日 |
| MLB記録 | 6      | ジェリー・ゴフ       | ヒューストン・アストロズ | 1996年5月12日 |

- 1イニング記録（1900年以降）

| 記録    | 捕逸数 | 選手名                   | 所属球団                   | 記録日        |
| ------- | ------ | ------------------------ | -------------------------- | ------------- |
| MLB記録 | 4      | レイ・カット             | ニューヨーク・ジャイアンツ | 1954年9月10日 |
| MLB記録 | 4      | ジーノ・ペトレリ         | テキサス・レンジャーズ     | 1987年8月22日 |
| MLB記録 | 4      | ライアン・ラバーンウェイ | ボストン・レッドソックス   | 2013年8月6日  |

いずれも、ナックルボーラーが登板していた際の記録である。
なお、19世紀の記録では1イニング5個の記録がある。

### 日本プロ野球
- シーズン最多捕逸

| 記録           | 捕逸数 | 選手名   | 所属球団       | 年度   |
| -------------- | ------ | -------- | -------------- | ------ |
| パ・リーグ記録 | 17     | 野村克也 | 南海ホークス   | 1960年 |
| セ・リーグ記録 | 17     | 若菜嘉晴 | 阪神タイガース | 1979年 |

- 通算最多捕逸（1960年以降）

| 記録                    | 捕逸数 | 選手名   |
| ----------------------- | ------ | -------- |
| NPB記録、パ・リーグ記録 | 132    | 野村克也 |
| セ・リーグ記録          | 118    | 谷繁元信 |

- シーズン最少捕逸[4]

| 記録           | 捕逸数 | チーム名                 | 年度   |
| -------------- | ------ | ------------------------ | ------ |
| パ・リーグ記録 | 0      | オリックス・バファローズ | 2016年 |
| セ・リーグ記録 | 0      | 阪神タイガース           | 2024年 |